# Peter Brunings
Peter Brunings (Rotterdam, 25 mei 1955) is een Nederlands voormalig voetballer die als doelman speelde. Hij kwam uit voor Xerxes, Excelsior, Feyenoord, FC Utrecht en BVV Barendrecht.

## Loopbaan

### Voetbal
Brunings begon bij Xerxes waar hij in 1977 in het eerste team kwam dat in de Hoofdklasse speelde. In 1980 werd hij als semi-prof gecontracteerd door SBV Excelsior waar hij in het seizoen 1980/81 debuteerde in de Eredivisie. Bij Excelsior, dat een moeizaam seizoen doormaakte, kwam Brunings in januari 1981 in de ploeg voor René Vermunt. Na de degradatie begon Brunings nog als eerste doelman aan het seizoen 1981/82 in de Eerste divisie, maar raakte al snel zijn plaats weer kwijt aan Vermunt. In juli 1982 werd hij voor twee seizoenen verhuurd aan Feyenoord, dat de overgang van de Nieuw-Zeelander Frank van Hattum zag mislukken. Bij  Feyenoord was Brunings reserve achter Joop Hiele. Nadat Brunings in oktober 1983 in de competitiewedstrijd tegen PSV al na acht minuten uitviel met een blessure, keerde hij niet meer terug in team. Met Feyenoord werd Brunings in het seizoen 1983/84 landskampioen en won hij tevens de KNVB beker. Zowel Feyenoord als Excelsior wilden in 1984 echter niet met hem verder en hij keerde terug bij Xerxes. Per 1 december 1984 keerde Brunings terug in het profvoetbal bij FC Utrecht waar hij de geblesseerd geraakte reservedoelman Mario Kok tot het einde van het seizoen verving. Voor Utrecht zou hij niet in actie komen en nadat hij in mei 1985 zijn kruisbanden afscheurde, werd hij afgekeurd voor het spelen van profvoetbal. Hierna was Brunings actief als verdienstelijk amateurtennisser en trainde hij de jeugdkeepers bij BVV Barendrecht. In het seizoen 1989/90 speelde Brunings weer voor BVV Barendrecht.

### Maatschappelijk
Brunings was geboren in Schiebroek en diende als dienstplichtige zes jaar bij de Koninklijke marine. Vervolgens werd hij motoragent maar mocht dat van zijn werkgever niet combineren met semi-profvoetbal. Hij was twintig jaar werkzaam bij PCM Algemene Uitgeverijen en was vanaf 2006 salesmanager bij Feyenoord.